# Matthew Wilder
Pour les articles homonymes, voir Wilder.
Matthew Wilder, né Matthew Weiner le 24 janvier 1953 à New York, est un auteur-compositeur-interprète, musicien et réalisateur artistique américain.
Il est principalement connu pour son succès du début de l'année 1984, Break My Stride qui a atteint la 2e position du classement Cash Box Top 100 et la 5e position sur le Billboard Hot 100 aux États-Unis.

## Discographie

### Albums studio
| Titre                            | Détails                                                                                              |
| -------------------------------- | --- |
| Under the Arch (Matthew & Peter) | - Sortie : avril 1972 - Label : Playboy - Format : 33 tours                                          |
| I Don't Speak the Language (en)  | - Sortie : 1er juillet 1983 - Label : Private-I, Epic - Format : 33 tours, cassette, CD (rééditions) |
| Bouncin' Off the Walls           | - Sortie : 15 juin 1984 - Label : Private-I, Epic - Format : 33 tours, cassette                      |

### Singles
| Année                                                           | Titre                        | Meilleur classement | Meilleur classement | Meilleur classement | Meilleur classement | Meilleur classement | Meilleur classement | Meilleur classement | Meilleur classement | Meilleur classement | Meilleur classement | Certifications         | Album                      |
| Année                                                           | Titre                        | É-U                 | É-U AC              | É-U Dance           | É-U R&B             | R-U                 | FRA                 | ALL                 | P-B                 | NOR                 | NZ                  | Certifications         | Album                      |
| --------------------------------------------------------------- | ---------------------------- | ------------------- | ------------------- | ------------------- | ------------------- | ------------------- | ------------------- | ------------------- | ------------------- | ------------------- | ------------------- | ---------------------- | -------------------------- |
| 1982                                                            | Work So Hard                 | —                   | 32                  | —                   | —                   | —                   | —                   | —                   | —                   | —                   | —                   |                        | single uniquement          |
| 1983                                                            | Break My Stride              | 5                   | 4                   | 17                  | 76                  | 4                   | 63                  | 7                   | 3                   | 1                   | 3                   | ARIA: Or · BPI: Argent | I Don't Speak the Language |
| 1983                                                            | I Don't Speak the Language   | —                   | —                   | —                   | —                   | —                   | —                   | —                   | —                   | —                   | —                   |                        | I Don't Speak the Language |
| 1984                                                            | World of the Rich and Famous | —                   | —                   | —                   | —                   | —                   | —                   | —                   | —                   | —                   | —                   |                        | I Don't Speak the Language |
| 1984                                                            | The Kid's American           | 33                  | —                   | —                   | —                   | 93                  | —                   | 35                  | 28                  | —                   | —                   |                        | I Don't Speak the Language |
| 1985                                                            | Ladder of Lovers             | —                   | —                   | —                   | —                   | —                   | —                   | —                   | —                   | —                   | —                   |                        | I Don't Speak the Language |
| 1985                                                            | Bouncin' Off the Walls       | 52                  | —                   | —                   | —                   | —                   | 86                  | —                   | —                   | —                   | —                   |                        | Bouncin' Off the Walls     |
| « — » indique le single n'est pas classé ou sorti dans le pays. |                              |                     |                     |                     |                     |                     |                     |                     |                     |                     |                     |                        |                            |